# Fratelli Nardi
La Fratelli Nardi, divenuta successivamente Nardi SA per Costruzioni Aeronautiche, era un'azienda aeronautica italiana fondata a Milano dai fratelli Euste, Elio e Luigi Nardi.

## Storia

### La fondazione
Nel 1934 i fratelli Nardi, giunti da Venarotta, decidono di entrare nel mercato aeronautico
fondando a Milano l'azienda che porterà il loro cognome. Il loro primo progetto, ad opera di Luigi Nardi, è l'FN.305, un monomotore monoplano da addestramento il cui prototipo venne portato in volo per la prima volta dal pilota Arturo Ferrarin il 19 febbraio 1935. Il modello riscosse l'interesse della Regia Aeronautica ma non avendo le sufficienti risorse per effettuare una produzione presso i propri stabilimenti siti presso l'aeroporto Enrico Forlanini a Linate, venne concesso alla Rinaldo Piaggio di produrlo in serie.
La produzione si intensifica con la realizzazione del successivo FN.315, sviluppo dell'FN.305, e che obbliga l'azienda a ricercare una soluzione per poter evadere in proprio le commissioni che le arrivano anche dall'estero. Decide quindi di sfruttare degli incentivi messi a disposizione dal Ministero dell'aeronautica e di creare una propria succursale a Loreto occupando, in attesa della costruzione di nuovi stabilimenti alcuni edifici non più utilizzati presso il locale aeroporto. Nel periodo successivo verranno realizzati parti dei velivoli a Loreto che verranno poi assemblati a Milano per la costruzione finale.

### Il periodo bellico
Gli eventi bellici che portarono all'inizio della Seconda guerra mondiale crearono la necessità di un apparato per la revisione e riparazione dei velivoli in carico alla Regia Aeronautica, attività concessa alla Fratelli Nardi che, non avendo a disposizione i macchinari atti a lavorare le parti metalliche dei nuovi caccia, operò principalmente sui modelli realizzati in tecnica mista, i Fiat C.R.32 e Fiat C.R.42, agli addestratori IMAM Ro.41 ed i propri FN.305. Con le nuove esigenze si interruppe anche la progettazione di nuovi modelli. Il prosieguo dell'andamento del conflitto avverso all'Italia costrinse comunque a decentrare parzialmente la produzione ad altre aziende anche se era prevista lo spostamento della produzione interamente a Loreto.
Con l'armistizio di Cassibile le truppe della Wehrmacht occupano l'aeroporto e le strutture della Fratelli Nardi che conserveranno fino all'arrivo degli Alleati, nel giugno 1944, non prima di aver requisito i macchinari ed aver distrutto i manufatti.

### Il dopoguerra
Nel difficile panorama di ricostruzione industriale che investì l'Italia dopo il termine della seconda guerra mondiale, la Fratelli Nardi riuscì a sopravvivere trasformandosi in Nardi SA per Costruzioni Aeronautiche. Con questa nuova realtà aziendale nel 1952 venne sviluppato il Nardi FN.333 ma che venne commercializzato in seguito dalla SIAI-Marchetti. Fu l'ultimo modello di velivolo progettato dall'azienda.
L'azienda rimase comunque nel campo fino al 1971 quando confluirà in Breda Nardi Costruzioni Aeronautiche.

## Produzione
| Modello              | Anno | Tipo                     | Esemplari | Note                          |
| Nardi FN.305         | 1935 | aereo da addestramento   |           |                               |
| Nardi FN.310         | 1936 | aereo da turismo         |           |                               |
| Nardi FN.315         | 1938 | aereo da addestramento   | oltre 30  |                               |
| Nardi FN.316         | 1941 | aereo da addestramento   | 50        |                               |
| Nardi FN.333 Riviera | 1952 | aereo anfibio da turismo | 26        | prodotti dalla SIAI-Marchetti |